# Calixto Suárez Villafañe
Calixto Suárez Villafañe (Sogrome, Colòmbia, 3 de febrer de 1967) és un indígena arhuac de la La sierra Nevada de Santa Marta , en el nord de Colòmbia, representant dels Mamos, (líders espirituals).

## Biografia
Calixto va néixer a 3000 m sobre el nivell de la mar, en la part alta de la muntanya. Es va criar amb persones majors i Mamos, amb els qui va començar a aprendre dels quatre mons, sobre la base dels quals està construïda la creació, de la Terra i de l'Univers. A l'edat de 30 anys va començar a viatjar per a transmetre els missatges de valor i respecte de la cultura indígena colombiana.

## Labor
És representant i defensor de la cultura indígena colombiana i de la Sierra Nevada, la importància a nivell de la qual de la preservació de la biodiversitat és reconeguda internacionalment. Col·labora en l'àmbit internacional amb l'institut de la biòloga i antropòloga Jane Goodall i amb la seva organització Roots & Shoots.
És consultor i director per a la innovació sostenible a l'Institut de la Terra i representa als pobles indígenes en CHRIO.
Promou una comunicació transversal i oberta entre diversos pobles, en el sentit de trobar solucions als problemes ambientals i el nou nomadisme, sent convidat com conferencista i orador per diverses institucions.

## Conferències i seminaris
| Any  | Títol                                                                                             | Lloc       | Seu                                                        |
| ---- | ------------------------------------------------------------------------------------------------- | ---------- | ---------------------------------------------------------- |
| 2019 | Pueblos indígenas, derechos humanos y cooperación internacional                                   | Madrid     | Universitat Carles III                                     |
| 2019 | CCC19 - Climate change & consciousness                                                            | Findhorn   | Findhorn Foundation                                        |
| 2018 | Cátedra Unesco – Educación por la paz global sostenible                                           | Lisboa     | ISCSP - Institut Superior de ciències socials i polítiques |
| 2018 | Programa de doctorado: Políticas e imágenes de cultura                                            | Lisboa     | CRIA – Centro em rede da investigaçao em Antropología      |
| 2018 | Programa de doctorado: Políticas e imágenes de cultura                                            | Lisboa     | ISCTE – IUL Instituto universitario de Lisboa              |
| 2017 | Sustentabilidad planetaria: ¿Realidad o quimera?                                                  | Barcelona  | Museu Marítim de Barcelona                                 |
| 2017 | La espiritualidad de los pueblos, la sabiduría del Mundo                                          | Lisboa     | Universidad Lusófona                                       |
| 2017 | Eco-conciencia. El respeto por la Naturaleza es el respeto por nosotros mismos y por la humanidad | Lisboa     | Instituto Macrobiótico de Portugal                         |
| 2017 | El espíritu del lugar – De la organización a la construcción de un territorio vivo                | Guimaraes, | Universidade do Minho                                      |
| 2016 | Los valores naturales que se expresan a través del ser humano                                     | Barcelona, | Universitat Autònoma de Barcelona                          |
| 2016 | Los pueblos indígenas y la conservación de la Naturaleza                                          | Barcelona  | Universitat de Barcelona                                   |
| 2016 | Sabiduría y conciencia de los pueblos indígenas                                                   | Lieja      | Universitat HELMO                                          |

## Trobades
| Any  | Títol                                                                                               | Lloc                     | Seu                                |
| ---- | --------------------------------------------------------------------------------------------------- | ------------------------ | ---------------------------------- |
| 2017 | Encuentro de pensadores                                                                             | Porto                    | Palauet dels Vescomtes de Balsemao |
| 2017 | Cómo traer la armonía a nuestras vidas                                                              | Sagunt                   | Casa de cultura de Port de Sagunt  |
| 2016 | La importancia de conservar los lugares de valor, lugares esenciales a la biodiversidad del planeta | Barcelona                | Fundación Casa Ámbar               |
| 2015 | Encuentro con niños y adolescentes                                                                  | Roots and Shoots College | Londres                            |